# ثابت موکانوف
ثابت موکانوف (قزاقی: Сәбит Мұқанұлы Мұқанов؛ ۲۶ آوریل ۱۹۰۰ – ۱۸ آوریل ۱۹۷۳) شاعر، نویسنده، و متخصص ادبیات اهل امپراتوری روسیه بود.
وی همچنین برندهٔ جوایزی همچون نشان پرچم سرخ کار و نشان لنین شده‌است.